# Phalaenopsis sumatrana
Phalaenopsis sumatrana Korth. & Rchb.f., 1860 è una pianta della famiglia delle Orchidacee originaria del Sudest Asiatico.

## Descrizione
È un'orchidea epifita di media taglia a crescita monopodiale. Presenta un corto fusto, completamente avvolto dalle basi, molto embricate, delle foglie che si presentano carnose, arcuate, a forma da obovata a oblungo ellittica, ad apice acuto oppure arrotondato. La fioritura avviene per un lungo periodo, dalla primavera all'autunno, mediante un'infiorescenza racemosa che aggetta lateralmente, ascendente, poco ramificata, lunga in media una trentina di centimetri, ricoperta da brattee floreali a forma triangolare e portante da 5 a molti fiori. Questi sono grandi da 6 a 8 centimetri, sono profumati, hanno consistenza cerosa e sono di colore variabile. Petali e sepali hanno forma lanceolata e portano vistose macchie che ricordano il mantello di una zebra, mentre il labello è trilobato, coi lobi laterali rialzati ed è piuttosto piccolo in rapporto alle dimensioni del fiore.

## Distribuzione e habitat
La specie è originaria del sud-est asiatico, in particolare di Myanmar, Thailandia, Vietnam, oltre alla penisola malese e alle isole di Sumatra, Borneo e Filippine.
Cresce epifita sugli alberi di foreste montane miste, in angoli ombrosi, vicino ai corsi d'acqua che forniscono l'umidità necessaria, a quote attorno ai 600-700 metri sul livello del mare.

## Sinonimi
Polychilos sumatrana (Korth. & Rchb.f.) Shim, 1982

Phalaenopsis sumatrana var. paucivittata Rchb.f., 1882

Phalaenopsis sumatrana f. paucivittata (Rchb.f.) O.Gruss & M.Wolff, 2007

## Coltivazione
Questa pianta è bene coltivata in panieri appesi, su supporto di sughero oppure su felci arboree e richiede in coltura esposizione all'ombra, temendo la luce diretta del sole, con temperature miti nella fase di riposo, da aumentare moderatamente nella fase della fioritura, quando si rendono necessarie anche frequenti annaffiature.